# يفون دويس
يفون دويس (بالفرنسية: Yvon Douis)‏، من مواليد 16 مايو 1935، لاعب كرة قدم فرنسي سابق. لعب مع منتخب فرنسا لكرة القدم بين عامي 1957 و1965، وشارك معهم في 20 مباراة وسجل 4 أهداف.

## مسيرته الكروية
لعب يفون دويس خلال مسيرته الاحترافية مع 4 أندية في سبعة عشر موسمًا وسجل خلالها 178 هدف ضمن 491 مباراة. حيث فاز في موسمين بالكأس وفي موسمين بالدوري.
خاض يفون دويس مسيرته مع نادي ليل في موسم 1953–54 ليلعب معه ستة مواسم، مشاركًا في 172 مباراة سجل خلالها 62 هدفًا. ثم انتقل إلى نادي لوهافر في موسم 1959–60 ولمدة موسمين، حيث شارك في 71 مباراة سجل خلالها 28 هدفًا. لينتقل بعدها إلى نادي موناكو في موسم 1961–62 ليلعب معه ستة مواسم، مشاركًا في 167 مباراة سجل خلالها 62 هدفًا. ثم انتقل إلى نادي كان في موسم 1967–68 واستمر معه طيلة ثلاثة مواسم، مشاركًا في 81 مباراة سجل خلالها 26 هدفًا.

## روابط خارجية
- يفون دويس على موقع الاتحاد الأوربي (الإنجليزية)
- يفون دويس على موقع قاعدة بيانات كرة القدم.إي يو (الإنجليزية)
- يفون دويس على موقع ناشيونال فوتبول تيمز (الإنجليزية)
- يفون دويس على موقع كووورة